# Big Pine Lake (Otter Tail County, Minnesota)
Der Big Pine Lake ist ein See im Otter Tail County bei Perham, Minnesota, Vereinigte Staaten von Amerika.
Der See befindet sich rund drei Kilometer östlich von Perham. Er hat eine Fläche von 1913 Hektar und eine maximale Wassertiefe von 23,17 Metern. Durch ihn fließt der Otter Tail River.
Angler können im See folgende Fischarten fangen: Schwarzer Zwergwels, Blauer Sonnenbarsch, Katzenwels, Grasbarsch, Forellenbarsch, Hecht, Gemeiner Sonnenbarsch, Steinbarsch, Schwarzbarsch, Glasaugenbarsch, Gelber Katzenwels und Amerikanischer Flussbarsch.